# Philip LaZebnik
Philip LaZebnik (narozen v roce 1953 v Ann Arbor, Michigan) je americký scenárista a producent, autor scénářů k filmům společnosti Disney.

## Život
Vyrůstal v Columbii v Missouri, navštěvoval Hickman High School a v roce 1976 absolvoval Harvard College s titulem BA v oboru klasická literatura. LaZebnik působí také jako mentor a lektor začínajících scenáristů (např. program Kids Kino Lab).

## Tvorba

### Filmové a seriálové scénáře
LaZebnik napsal scénáře k filmům společnosti Disney, jako například Pocahontas, Mulan, Princ egyptský, Cesta do El Dorada, Ztracený poklad templářských rytířů, Asterix a Vikingové, Tři vyšetřovatelé a tajemství ostrova kostlivců, Ztracený poklad templářských rytířů II, Ztracený poklad templářských rytířů III: Záhada hadí koruny, Tři vyšetřovatelé a tajemství děsivého hradu.
LaZebnik také napsal epizody pro seriály Wings, Star Trek: The Next Generation, Star Trek: Deep Space Nine, The Torkelsons, Ludvík a Santa Claus nebo Almost Home.

### Libreta
Napsal libreto muzikálu Pohádka o Hansi Christianu Andersenovi s písněmi Stephena Schwartze a libreto muzikálu Oktoberfest s hudbou Harolda Faltermeyera. Ve spolupráci s Madsem Æbeløe Nielsenem napsal knihu pro divadelní muzikálovou verzi Djævelens lærling (neboli Ďáblův učeň), nejprodávanějšího stejnojmenného dánského fantasy románu Kennetha B. Andersena s písněmi a hudbou Madeline Myers. 
Kromě filmových scénářů napsal také libreto pro divadelní muzikálovou verzi filmu Princ egyptský s písněmi Stephena Schwartze, která byla otevřena 14. října 2017 v TheatreWorks v Palo Alto v Kalifornii a poté 6. dubna 2018 v divadle Fredericia v Dánsku. Princ z Egypta má premiéru v Dominion Theatre v londýnském West Endu 25. února 2020.

### Další aktivity
LaZebnik sloužil ve správní radě Writers Guild of America West (2001–02) a ve výkonném výboru divize scenáristů Akademie filmových umění a věd (2001–03). Scénář k Mulan získal v roce 1998 cenu Annie za nejlepší scénář animovaného filmu.